# أندرسون خوسيه دي خيسوس كوستا
أندرسون خوسيه دي خيسوس كوستا (30 يناير 1980 بالبرازيل - ) هو لاعب كرة قدم برازيلي في مركز الهجوم. لعب مع راد بيوغراد ونادي لييج ودينامو بانتشيفو وأورينتال دي لشبونة ‏ ونادي بوتافغو لكرة القدم.

## وصلات خارجية
- أندرسون خوسيه دي خيسوس كوستا على موقع Soccerway.com (الإنجليزية)